# Němčice nad Hanou
Němčice nad Hanou (německy Niemtschitz an der Hanna) jsou malé město, které leží na levém (severním) břehu říčky Haná v okrese Prostějov v Olomouckém kraji. Žije zde přibližně 1 900 obyvatel.

## Historie
První písemná zmínka pochází z roku 1406 (Niempcicz), kdy pražský arcibiskup Zbyněk Zajíc z Hazmburka daroval vsi odúmrť, tedy právo svobodně odkazovat majetek – v té době Němčice náležely ke kojetínskému panství, které bylo majetkem pražského arcibiskupství. Panství bylo v letech 1436–1720 v zástavě a v jeho držení se vystřídala řada předních zemských rodů – v 15. století Tovačovští z Cimburka, v 16. století Pernštejnové a v letech 1600–1720 rod pánů ze Salm-Neuburka. Poslední majitelkou panství do zrušení patrimoniální správy v roce 1848 byla Leontina Paulina z Kounic-Rittberka. Na městečko byly Němčice na žádost Vratislava z Pernštejna povýšeny v roce 1563 císařem Ferdinandem Habsburským, který mu udělil i právo řemeslníků sdružovat se v cechy, dva výroční trhy a úterní týdenní obilní trh, právo pečetit zeleným voskem a především znak (Štít polcený, v pravém zlatém poli z poltící linie půl černé zubří hlavy s červeným jazykem a se stříbrnou houžví v chřípí, v levém modrém poli v patě štítu zelený pahorek a na něm zlaté pšeničné klasy svázané povříslem).
Roku 1720 bylo kojetínské panství odprodáno pražskému arcibiskupství a poslední majitelkou panství byla Eleonora z Kaunitzu, která se provdala za knížete Metternicha, jehož zásluhou byla v Němčicích roku 1831 vybudována škola. V roce 1848 byly zrušeny vrchnostenské úřady a obec Němčice náležela k okresnímu hejtmanství v Kroměříži. Roku 1864 bylo zvoleno první zastupitelstvo a prvním starostou se stal rolník Florián Kyselák.
Největší rozvoj zaznamenaly Němčice ve druhé polovině 19. století a na začátku 20. století. V roce 1914 byla povolena změna názvu na Němčice na Hané, v roce 1925 pak došlo k další změně názvu do současné podoby Němčice nad Hanou. 
Roku 1960 se staly součástí okresu Prostějov a od roku 2001 kraje Olomouckého. Roku 1970 byly Němčice nad Hanou povýšeny na město a staly se centrem kulturního života, školství, zdravotních služeb, úřadů, obchodů a pracovních příležitostí pro jižní část okresu Prostějov.
Od roku 1998 používá město nový znak (Zlato-modře polcený štít, vpravo půl černé zubří hlavy s červeným jazykem zlatým rohem a houžví, vlevo na zeleném návrší zlatý obilný snop s pěti klasy).

## Obyvatelstvo

### Struktura
Vývoj počtu obyvatel za celou obec i za jeho jednotlivé části uvádí tabulka níže, ve které se zobrazuje i příslušnost jednotlivých částí k obci či následné odtržení.
| Místní části   | Místní části           | 1869  | 1880  | 1890  | 1900  | 1910  | 1921  | 1930  | 1950  | 1961  | 1970  | 1980  | 1991  | 2001  | 2011  | 2021  |
| -------------- | ---------------------- | ----- | ----- | ----- | ----- | ----- | ----- | ----- | ----- | ----- | ----- | ----- | ----- | ----- | ----- | ----- |
| Počet obyvatel | část Němčice nad Hanou | 1 087 | 1 187 | 1 302 | 1 373 | 1 756 | 1 853 | 1 983 | 1 826 | 2 094 | 2 035 | 2 221 | 2 055 | 2 110 | 1 996 | 1 854 |
| Počet domů     | část Němčice nad Hanou | 179   | 196   | 221   | 243   | 284   | 315   | 393   | 461   | 474   | 486   | 515   | 538   | 541   | 543   | 567   |

## Městská správa

### Městské symboly
Znak a vlajka byly městu uděleny rozhodnutím předsedy Poslanecké sněmovny Parlamentu České republiky dne 19. května 1998.

## Pamětihodnosti
- Kostel svaté Maří Magdalény – nejstarší kostel stál v Němčicích patrně od 13. století. Dnešní kostel pochází z období po roce 1662. Věž se zvony stojí odděleně ve vzdálenosti 6 metrů od kostela. Stavební jádro věže je zřejmě starší než kostel, její zvonicové patro je pozdně barokní a sahá do výše 37 metrů. Boční kaple v kostele by přistavěny ve 2. polovině 18. století. V roce 1897 byl postaven nový hlavní oltář a celý kostel znovu vysvěcen tehdejším olomouckým arcibiskupem T. Kohnem. Křížová cesta v kostele pochází z roku 1907 a jejím autorem je Viktor Foerster. V letech 1916 a 1917 byly zrekvírovány kostelní zvony pro válečné účely a nové byly pořízeny v roce 1927. Zvony byly zabaveny znovu v roce 1942 a kostel zůstal bez nich až do roku 1968, kdy bylo pořízeno pět nových. Kostel i věž byly v roce 1945 těžce poškozeny a následně opraveny. V roce 1998 byl vysvěcen nový hlavní oltář.
- Fara – pochází z 1. poloviny 18. století, i když první zmínky /Archiv český/ o farní budově jsou již z roku 1544. Jedná se o jednopatrovou budovu obdélného půdorysu. V sále je vymalován fabionový strop s iluzivními malbami. V roce 1999 bylo provedeno statické zajištění zdiva, výměna krovů a střešní krytiny.

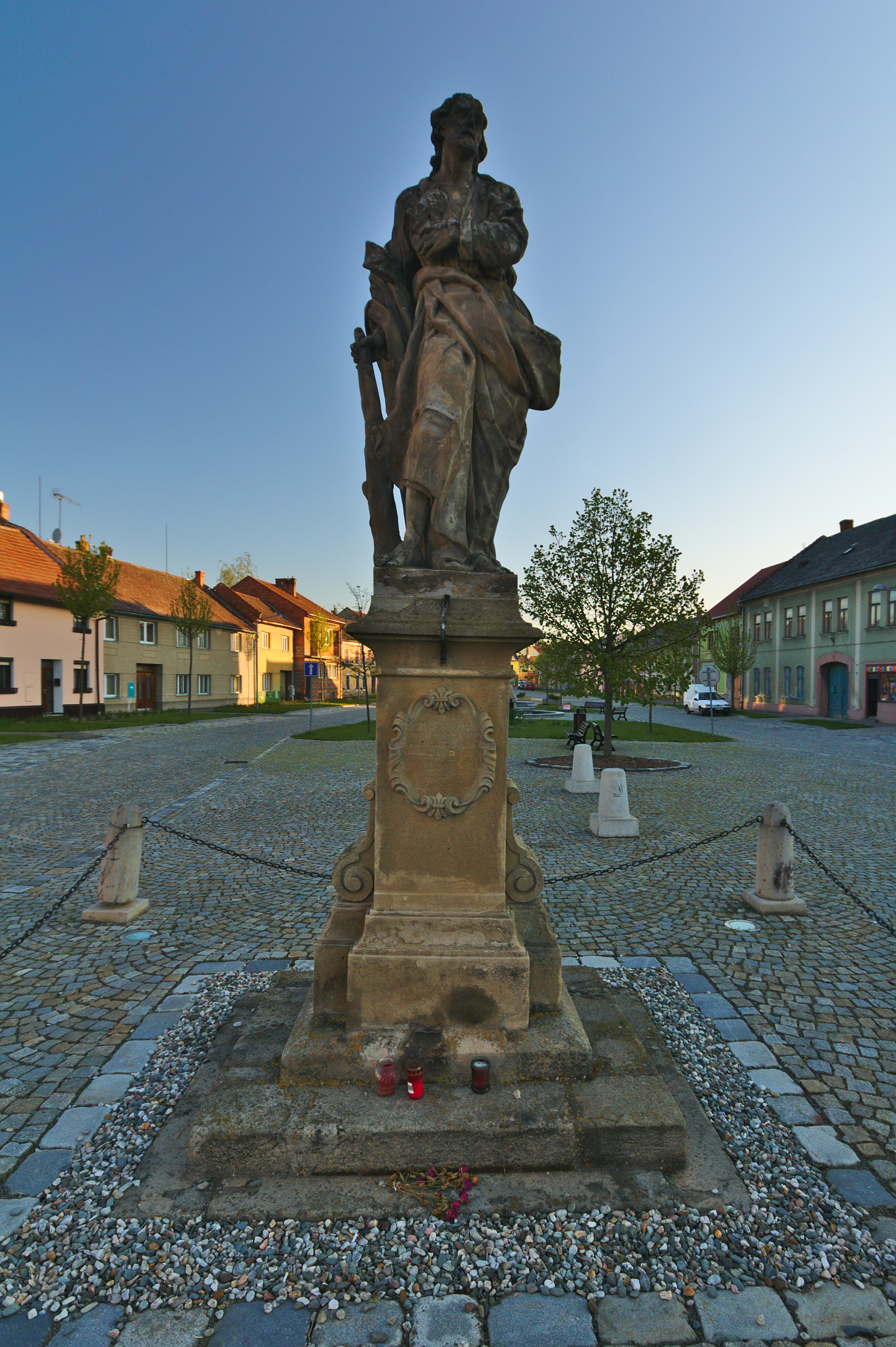
Socha svatého Judy Tadeáše

- Socha svatého Judy Tadeáše – cenná barokní socha uprostřed náměstí, zřejmě dílo Bohumíra Fritsche z roku 1731. Vpředu na podstavci je ozdobný štítek se špatně čitelným nápisem a letopočtem 1884, který zřejmě znamená rok přenesení sochy na dnešní místo. Socha byla restaurována v roce 1997.
- Socha svatého Jana Nepomuckého – na bývalém hřbitově u kostela tvoří krásný soubor spolu se sochou F. Xaverského, morovým sloupem, kostelem a farou. Dle chronogramu na podstavci pochází z roku 1717. Na podstavci vpředu nápis: „DIVO/IOANNI/SACRAE/IGNORANTIAE/MAGISTRO/SACRAVIT/I:H:P:N“ v překladu: „Svatému Janu, učiteli svaté mlčenlivosti, věnoval IH PN“. V monogramu je skryto jméno dárce sochy, kterým byl s největší pravděpodobností tehdejší němčický farář Jakub Hlávka a monogram IH PN tedy znamená „IACOBUS HLAVKA PLEBANUS NEMCICENSIS“, v překladu „Jakub Hlávka, farář němčický“. Po bocích jsou na reliéfním zdobení podstavce nápisy: „Castitate“ (Z čistoty) a : „Liberalitate“ (Ze štědrosti). Socha je dílem olomouckého mistra Davida Zürna, o čemž svědčí nápis vzadu na podstavci: „[Z]IRN fecit OllOM“, tedy „Vytvořil Zirn v Olomouci“.
- Socha svatého Františka Xaverského – další část souboru. Na podstavci je letopočet 1785, ale socha je pravděpodobně starší a letopočet udává zřejmě dobu jejího osazení na nynější podstavec. Na podstavci vpředu je nápis: „S./Franciscus/Xaveri/1785“.
- Mariánský sloup – v parku na náměstí, z roku 1885 na památku 1000. výročí od úmrtí svatého Metoděje. Dole na podstavci pozlacený reliéf svatého Cyrila a svatého Metoděje, vzadu nápis: „Na poctu tisícileté památky/úmrtí/sv. Metoděje/věnovali farníci Němčicští/L.P. 1885“. Na 11 m vysokém mariánském sloupu socha Neposkvrněné Panny Marie. Dílo A. Becka z Kroměříže. Opraveno okolo roku 2005.
- Socha svatého anděla strážného – v parčíku v ulici Hliník. Dole na podstavci text:: „Z vděčnosti/za zachránění/Františka Pouše/r 1907.“
- Socha svaté Anny – v parčíku v Tyršově ulici u č. p. 436, socha světice a dítěte v podživotní velikosti. Na podstavci vpředu nápis: „Svatá Anno/oroduj za nás!“ Vzadu na podstavci nápis: „Nákladem/Anny Hrdé/výměnkářky/z Němčic“, dole letopočet: „1890“ a signace: „A. Beck v Kroměříži“.
- Socha Panny Marie – na břehu Hané u cesty do Vrchoslavic, socha světice v podživotní velikosti pochází z roku 1882. Na podstavci vpředu nápis: „O Maria outočiště/hřišniků pros za nás.“ Vzadu nápis: „Nákladem/Martina a Jozefy/manželů Poušových/1882.“ Neodborně natřeno olejovými barvami.
- Boží muka – po pravé straně u cesty do Víceměřic, stavba moderního typu, pochází z roku 1945. Sloupová boží muka, nahoře nápis: „Zůstaň matkou lidu svému!“, pod ním: „Věnuje/rod/Přemyslovských/r. 1945“. Na reliéfech Panna Maria s Ježíškem a výjevy zemědělského lidu.
- Kříž u kostela (na starém hřbitově) – kamenný kříž z roku 1745 v parku na náměstí, mezi sochami Jana Nepomuckého a F. Xaverského. Na reliéfu dole svaté Rozálie a hlavy andělů, dole na podstavci oválný štít s nápisem:“CRVX/Expensis Vidvae/Schimkianae/Apposita fverat“ v překladu znamená: „Kříž byl postaven nákladem vdovy Šimkové“. Letopočet 1745 je obsažen v chronogramu.
- Kříž u kostela – Kříž Bratrstva živého růžence – kamenný kříž poblíž vchodu do fary z roku 1874 – Bratrstva živého růžence. Vpředu na podstavci je reliéf Panny Marie Růžencové, pod Kristem reliéfní kalich okolo zdobený věnečkem. Vpředu na soklu dole signace: „A. Beck v Kr.“, vpravo na podstavci: „Nákladem/bratrstva živého/ružence“, vlevo: „Kdo nebeře na/sebe kříže svého/a nenásleduje/mne, není mne/hoden/S.Mat.X.kap./V.XXXVIII“, vzadu letopočet „1874.“
- Dřevěný misijní kříž – dřevěný kříž po levé straně u vchodu do kostela sv. Maří Magdalény.
- Kříž Dvořákových – torzo kříže z roku 1882 v ulici Šafaříkova před č. p. 514. Kamenný podstavec, vpředu v nice Matka Boží, nahoře byl litinový kříž, dnes není. Vzadu na podstavci nápis: „Nákladem/Matěje a Marije/Dvořákových/1882.“

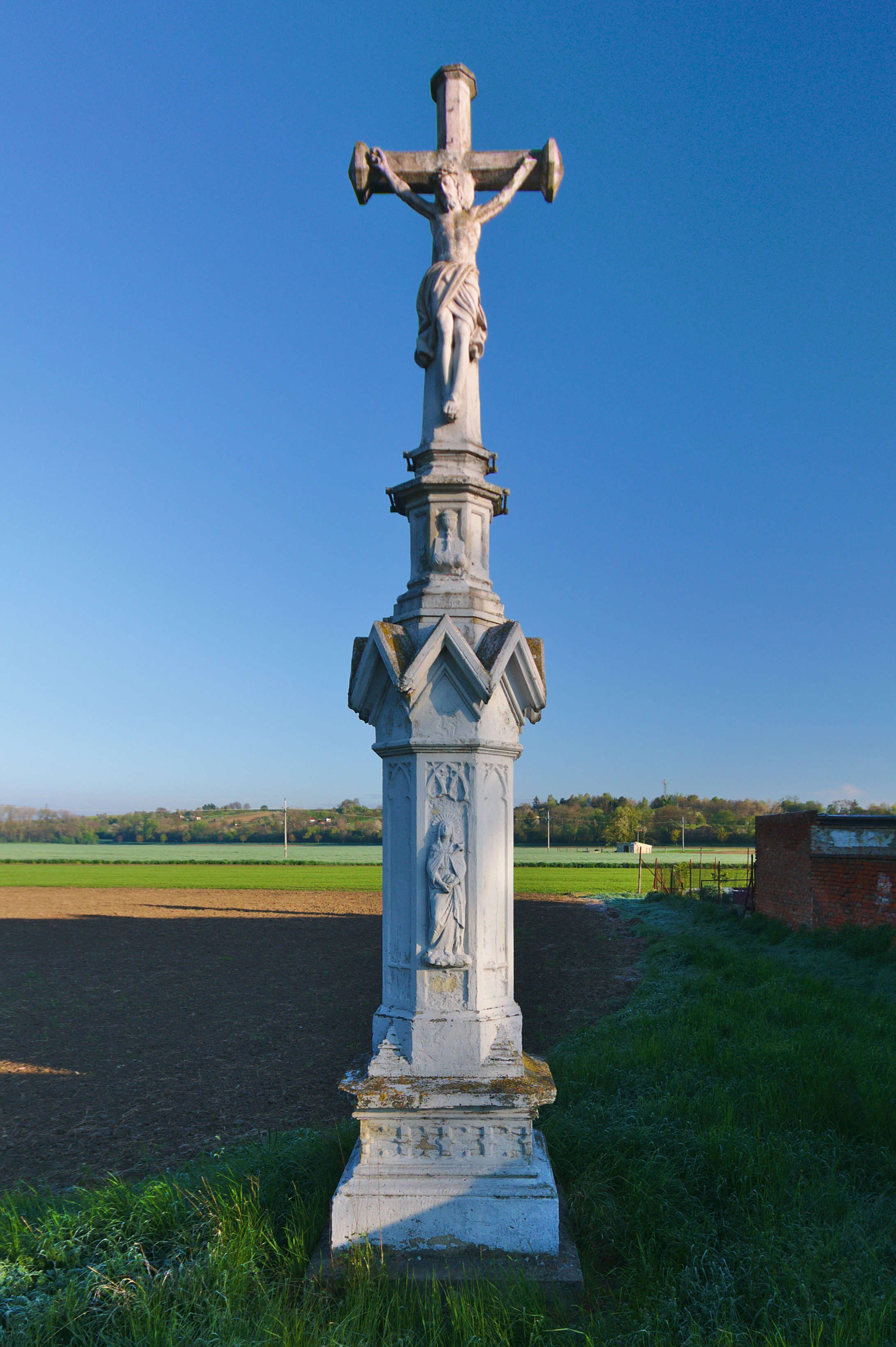
Kříž Motalových

- Kříž Motalových – kamenný kříž na konci Šafaříkovy ulice, po pravé straně, z roku 1885. Vpředu pod Kristem reliéfní kalich. Na podstavci vpředu reliéf Panny Marie Bolestné. Vzadu rozsáhlý nápis: „Kristus budiž/věčné moje heslo/Praporec můj/svatý jeho kříž/Nebi pro mě/na Golgotu neslo/Tělo jeho hroz/nou dřeva tíž/Zbraň má spa/sitelná jeho víra/outočiště pře/svatých pět ran/S Kristem živ je/světu kdo umírá/Smrtí jeho nám/byl život dán./Pochválen buď/Ježíš Kristus/až na věky/Amen.“ Dole na soklu nápis: „Nákladem/Františka a Anny/ Motalových/1885.“
- Kříž před hřbitovem (Poušových) – kamenný kříž po levé straně u silnice do Víceměřic z roku 1867. Vpředu na podstavci reliéf Panny Marie Královny, vzadu nápis: „Postaven ke cti/a chvále Boží/nákladem/Martina Pouše/a jeho manželky/Josefy čís. 70/L.P.1867./obnoven 1964.“ Na podstavci vzadu dole signováno: „Zhotovil Ant. Beck v Kroměříži“.Dnes jen poškozené torzo podstavce, kříž chybí od roku 2007.
- Kříž na hřbitově – ústřední kamenný kříž z roku 1867. Na podstavci vpředu reliéf Panny Marie, nahoře pod Kristem pozlacený reliéfní kalich s hostií, klasy a hrozny. Na hostii nápis IHS. Vzadu na podstavci nápis: „Postaven ke cti/a chvále Boží/nákladem obce/Němčické/L.P. 1867.“
- Kříž Čápových – kamenný kříž v parku na ulici Novosady z roku 1888. Pod Kristem reliéfní kalich, dole na podstavci reliéf Panny Marie Bolestné. Vzadu nápis: „Tento kříž je zbudován/ku cti a chvále Boží./nákladem:/Karla,/Bedřicha a/Františky/Čápových./ L.P.1888.“ Na podstavci signace: „A. Beck. Kroměříž“. Kříž byl vysvěcen již v roce 1887 a letopočet na kříži značí pravděpodobně rok jeho dokončení. Rekonstruován v roce 2008.
- Kříž Hrdých – kamenný kříž z roku 1884 po pravé straně cesty na Prostějov. Vpředu na podstavci silně zvětralý, málo čitelný nápis s českou modlitbou. Vzadu: „Nákladem/Františka a Anny/Hrdých,/z Němčic./1884“
- Kříž u farmy – kamenný kříž z roku 1887 u farmy, u mostu přes potok Žlebůvka po pravé straně cesty na Prostějov. Bez výrazných ozdob, dole na podstavci vzadu letopočet: „1887“, ostatní nečitelné.
- Kříž Balášových – kamenný kříž za městem po levé straně silnice do Prostějova z roku 1908. (Prostějovský kopec – U Červeného kříže) Vpředu na podstavci prázdná nika a nápis: „Pochválen buď/Ježíš Kristus/až na věky věkův.Amen“ nahoře písmena : „JHS“. Vlevo dole signace: „J. Hlobil/Kojetín“, vzadu nápis: „Ke cti a chvále Boží věnovali manželé/Jan a Josefa/Balášovi/z Němčic/1908“. Silně zvětralý materiál, poškozeno střelbou
- Kříž Floriána Kyseláka – kamenný kříž na rozcestí v Masarykově ulici z roku 1851. Pod Kristem je reliéfní kalich s klasy a hrozny, dole vpředu na podstavci reliéf sv. Floriána a pod ním letopočet „1851“. Vzadu na podstavci nápis: „Křiž tento ge/postawen na pode/kowani Panv Bohv/za přetrpeny ne/štěsti w letach/1849 a 1850“, dole na soklu nápis: „Nakladem/Floriana/Kiselaka“ Text byl zřejmě přepisován – slovo „Nákladem“ vypadá jako „Nakeadem“ a jméno napsáno jako „Froriana“. Kříž je pestře polychromován a to včetně včetně reliéfu sv. Floriána. Je připomínkou požárů, které obec v uvedených letech postihly.
- Kříž na Hrušeckém kopci (Oplockých) – kamenný kříž z roku 1899 stojí v remízku východně od města. Vpředu reliéf Panny Marie Bolestné, vzadu nápis: „Ke cti a chvále Boží věnovali/manželé/Antonín a Josefa/Oplocký./ L.P. 1899./z Němčic.“ Dílo J. Hlobila z Kojetína, viz signace dole na podstavci: „J. Hlobil“, silně poškozené, chybí Kristus s horním břevnem kříže.
- Kříž Vranových – kamenný kříž z roku 1912 po pravé straně cesty do Vrchoslavic. Vpředu pod Kristem reliéfní kalich s hrozny a klasy. Dole vpředu na podstavci na vsazené bílé desce nápis: „Pochválen/buď/Pán Ježíš/Kristus.“, pod ním na soklu: „Přistup křesťane, sem blíže,/když v potu tváře pracuješ,/pozdrav svého Spasitele,/když vůkol kříže putuješ.“ Vzadu na podstavci je nápis: „Ke cti a chvále Boží/věnovala/rodina/Vranova/1912.“ Na podstavci dole je signace: „J. Hlobila vdova/Kojetín.“
- Kříž u silnice do Prostějova – na kamenném podstavci kovový kříž s korpusem stojí po pravé straně silnice na Prostějov na hranici k.ú. Němčice a Víceměřice. Zřejmě z roku 1895. Podstavec s oblouky, bez nápisů, jednoduše zdoben květinami. Kříž je nově vztyčen, na horní části podstavce byl dříve údajně nápis: „Obec Vícoměřice 1895“.

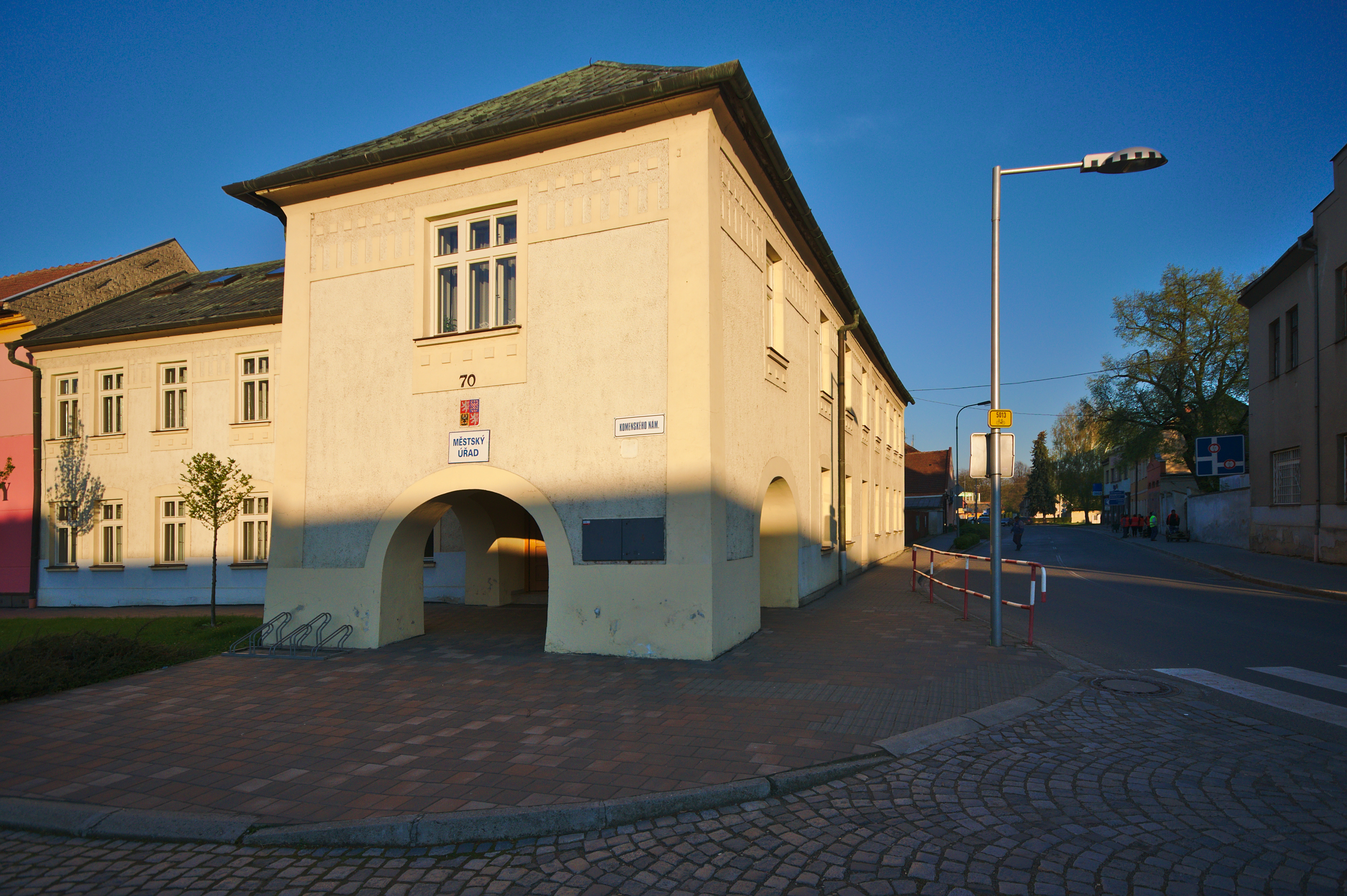
Žudr, dnes sídlo městského úřadu

- Žudr – Je součástí historického jádra města /nacházel se na ulici Horní brána č. 70/, které tvoří trojúhelníkové náměstí vesnického charakteru, přeťaté hlavní komunikací. Nyní je žudr součástí Komenského náměstí. V roce 1805 byla střecha statku pokryta došky a pravděpodobně přistavěn tzv. žudr /podloubí se třemi vchody/. Další přestavba byla provedena v roce 1909. Po rekonstrukci budovy žudru v roce 1994 zde vznikla výstavní místnost a místnost pro místní folklorní soubor. Dále zde byly umístěny: odbor sociální, životního prostředí, živnostenský úřad, stavební úřad. Další úpravy byly zahájeny v roce 2000 a do této budovy je dočasně přemístěn celý městský úřad do doby, než bude provedena rekonstrukce radnice
- Radnice – Původně starý obecní pivovar, stojící na nynějším Palackého náměstí, byl přebudovaný ve druhé polovině XVII. století na radnici. Další přestavba radnice proběhla v roce 1875. Později zde byly prováděny jen malé stavební úpravy. V přízemí sídlí Česká pošta a Česká pojišťovna, v prvním poschodí je obřadní síň a zasedací místnost městského úřadu a zdravotní pojišťovna METAL-ALIANCE

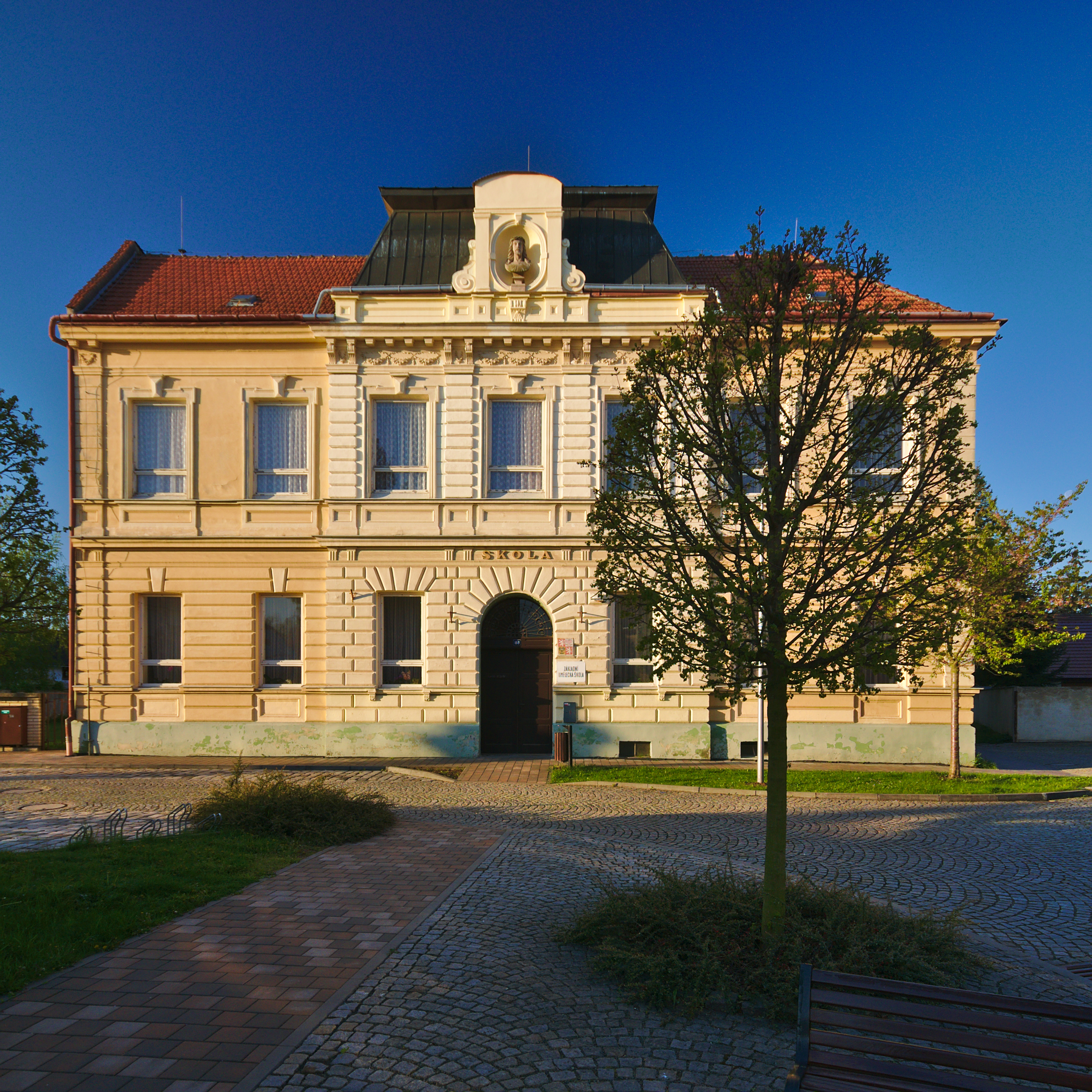
Bývalá obecná škola Františka Josefa I.

- Obecná škola Františka Josefa I. – Byla dostavěna na nynějším Komenského náměstí v roce 1897 u příležitosti 50. výročí vlády císaře. Již v roce 1905 ji navštěvovalo 265 žáků. Největší počet žáků byl na škole zapsán ve školním roce 1919–1920, a to 341. V období let 1921–1934 byla zde zřízena dvoutřídní živnostenská pokračovací škola a od konce šedesátých let lidová škola umění. V období let 1952–1987 zde sídlila družina pro školní mládež. V roce 1988 byla zahájena generální rekonstrukce budovy, která byla znovuotevřena v roce 1991. Nyní zde sídlí Základní umělecká škola a nahrávací studio Deltaphon records.
- Metternichova škola – Její stavba byla započata v roce 1831 na náklady knížete Metternicha, majitele panství, jehož součástí byla i obec Němčice. Škola byla otevřena v roce 1832. Až do roku 1850 bylo v této škole vyučováno polodenně, později celodenně. V roce 1860 navštěvovalo školu 153 žáků. Roku 1907 byla škola prodána místnímu faráři Josefu Kubánkovi, který zde zřídil domov pro staré, nemajetné občany (chudobinec). Od roku 1915 zde byla mateřská škola, vychovatelkami zde byly jeptišky řádu svaté Hedviky. V roce 1949 byla škola převedena do vlastnictví státu a řádové sestry odešly. I nadále zde byla mateřská škola, jesle a městská knihovna. Po postavení nové budovy mateřské školy (1977) a jeslí (1982) byl objekt Metternichovy školy bez využití až do roku 1990, kdy zde byla soukromým majitelem vybudována restaurace Zátiší. Budova stojí na Komenského náměstí.
- Měšťanská škola – Stavba školy byla zahájena 20. února 1925 v Tyršové ulici stavitelem Aloisem Benešem. První vyučování v nové budově školy začalo 19. října téhož roku. V červnu roku 1983 byla dokončena přístavba měšťanské, nyní základní školy. V roce 1996 byla provedena nástavba přístavby školy. V současné době má základní škola celkem 30 učeben, kapacita školy je 600 žáků. 3.9.2013 byla zkolaudována sportovní hala Suprovka a sídlí zde Dům dětí a mládeže ORION.
- Sokolovna – Byla postavena v roce 1938 nákladem půl milionu korun. Po úpravách slouží svému účelu dodnes.
- Orlovna – Dnes je zde provozován multifunkční sál Kino Oko s digitálním kinem a kvalitně vybavený divadelní sál pro 230 diváků.
- Železniční staniční budova – Byla postavena současně s budovou nové školy v roce 1925 stavitelem inženýrem Aloisem Benešem.
- rodný dům malíře Martina Chvátala

## Významní rodáci
- Jan Kahaj (25. prosince 1890 – 15. dubna 1969), výtvarník – patřil mezi přední české restaurátory sochařských památek a sgrafit.
- Miloš Kolejka (18. října 1926 – 30. října 2020[9]), sportovní gymnasta – V roce 1952 se zúčastnil olympijských her v Helsinkách. Dvacet let působil jako trenér sportovní gymnastiky, 10 let aktivně v ATK Praha. V roce 2001 byl společně s Annou Matouškovou jmenován čestným občanem Němčic nad Hanou.
- Stanislav Kyselák (1915–1983), hudebník, pedagog, skladatel
- Radoslav Látal (* 6. ledna 1970), bývalý český reprezentační fotbalista
- Anna Matoušková (* 27. června 1939 – 3. května 2003), krasojezdkyně – patří mezi 12 legend naší cyklistiky odměněných titulem cyklista století. Jejím trenérem byl otec Jan Čech, který ji dovedl tvrdými tréninky až k 7 zlatým, 9 stříbrným a 2 bronzovým medailím na mistrovstvích světa v krasojízdě. V roce 2001 byla jako první žena jmenována čestnou občankou Němčic nad Hanou.
- Luděk Mikloško (* 9. prosince 1961), bývalý český fotbalový brankář, později trenér brankářů West Hamu United. Dne 27. května 2014 byl jmenován čestným občanem města Němčice nad Hanou.
- František Novotný (1864–1918), geodet, profesor ČVUT
- Jaroslav Očenášek (1901–1968), hudební skladatel, varhaník, předobraz Očenáše z filmu Všichni dobří rodáci.
- Martin Ferdinand Quadal (rodné jméno Chvátal, 1736–1808), malíř a grafik
- František Taufer (1885–1915), básník a prozaik
- Antonín Telička (29. dubna 1866 – 5. ledna 1925), archeolog, učitel
- Andreas Ignaz Wawruch (1782–1842), lékař – mj. od roku 1816 do roku 1827 byl osobním lékařem Ludwiga van Beethovena.

## Společenský život
Samospráva města od roku 2017 vyvěšuje 5. července moravskou vlajku.. Ve městě funguje kulturní středisko, sídlící na Palackého náměstí 25, které se stará o akce města Němčice nad Hanou. 
Ve městě funguje několik neziskových organizací: Senioři Němčic nad Hanou, Národopisný folklórní soubor Pantlék, Středisko volného času ORION, Krasojízda TJ Stavební stroje, Svaz včelařů, Svaz myslivců, Svaz rybářů, Svaz chovatelů drobného zvířectva, Dechový orchestr ZUŠ Němčice nad Hanou, Skupina historického šermu Aqua Fortis a další. 
Město každý rok na přelomu dubna a května pořádá přehlídku ochotnického divadla Hanácký divadelní máj s možností postupu na národní přehlídky Divadelní Fimfárum, celostátní přehlídka amatérského divadla pro děti a mládež v Českém Krumlově, a na Krakonošův divadelní podzim ve Vysokém nad Jizerou.

## Fotogalerie

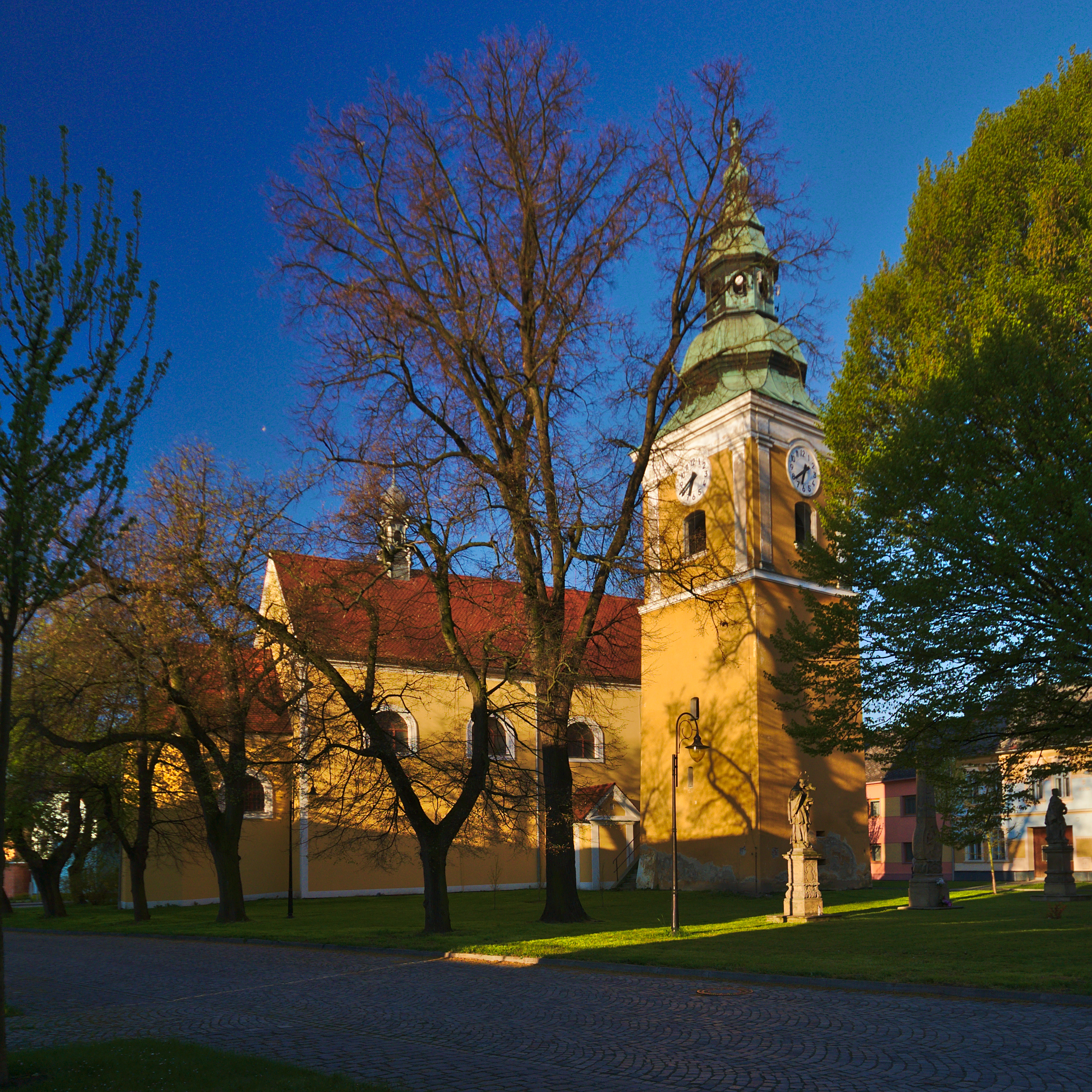
Kostel svaté Máří Magdalény
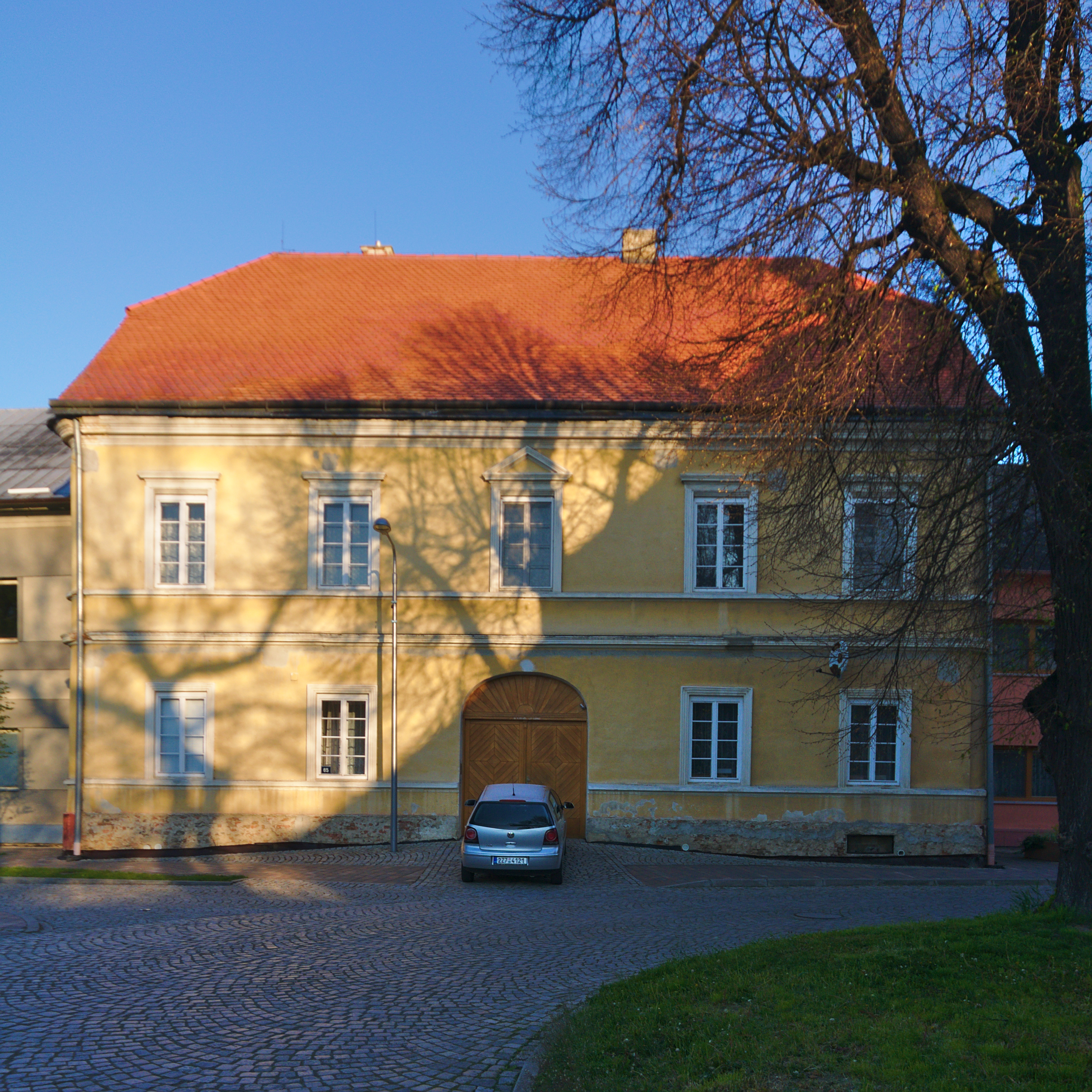
Fara
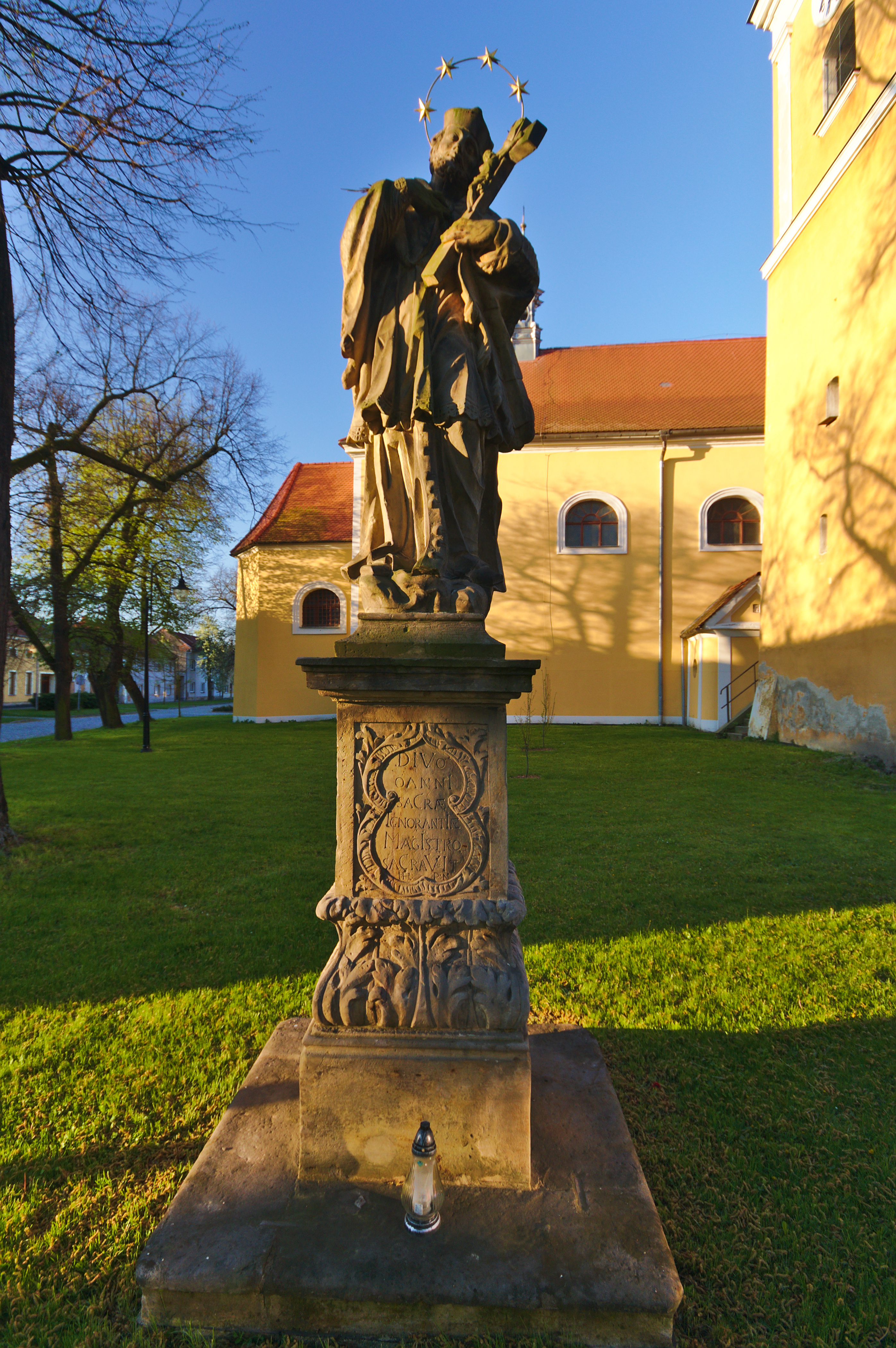
Socha před kostelem
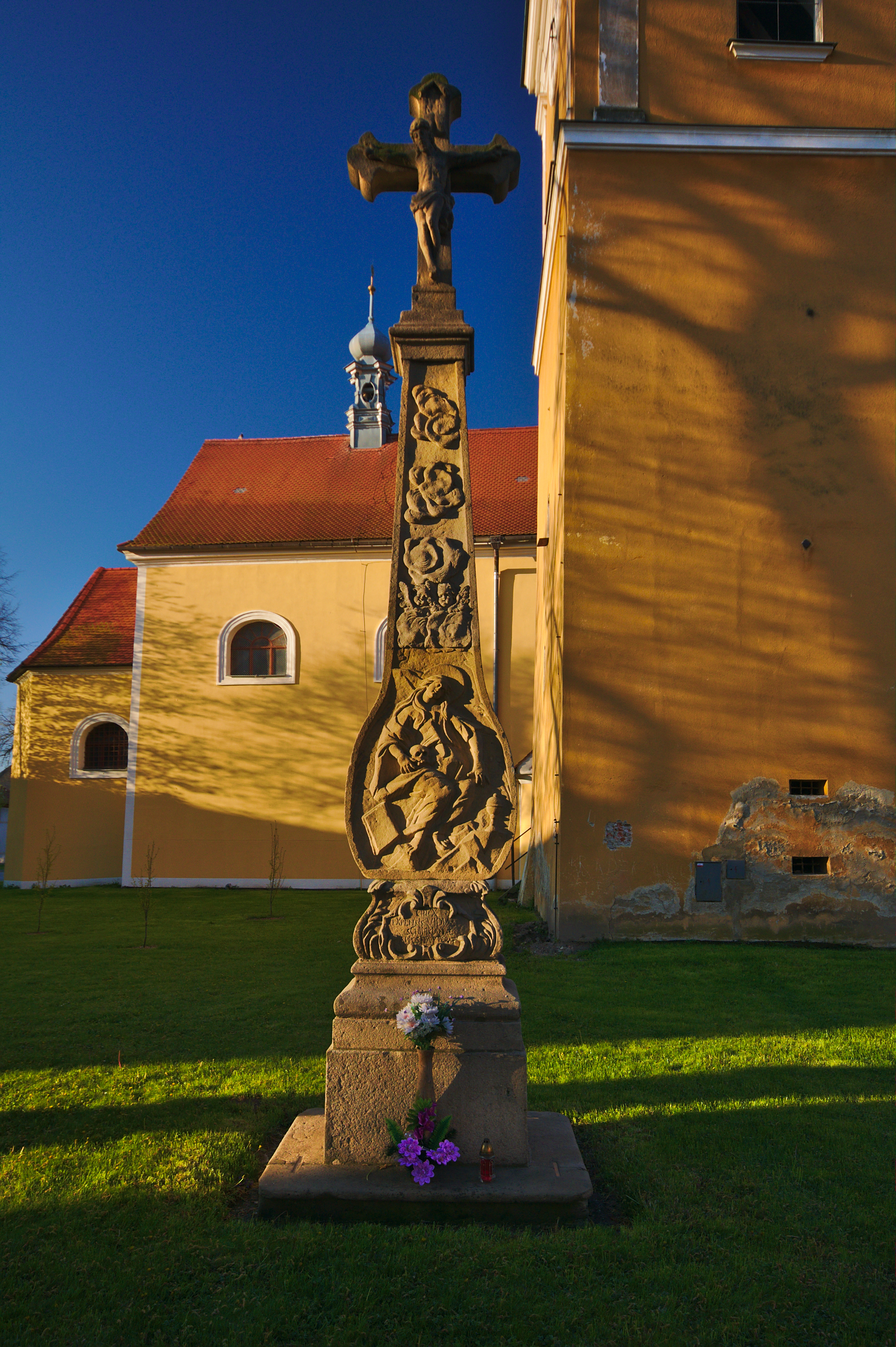
Kříž před kostelem
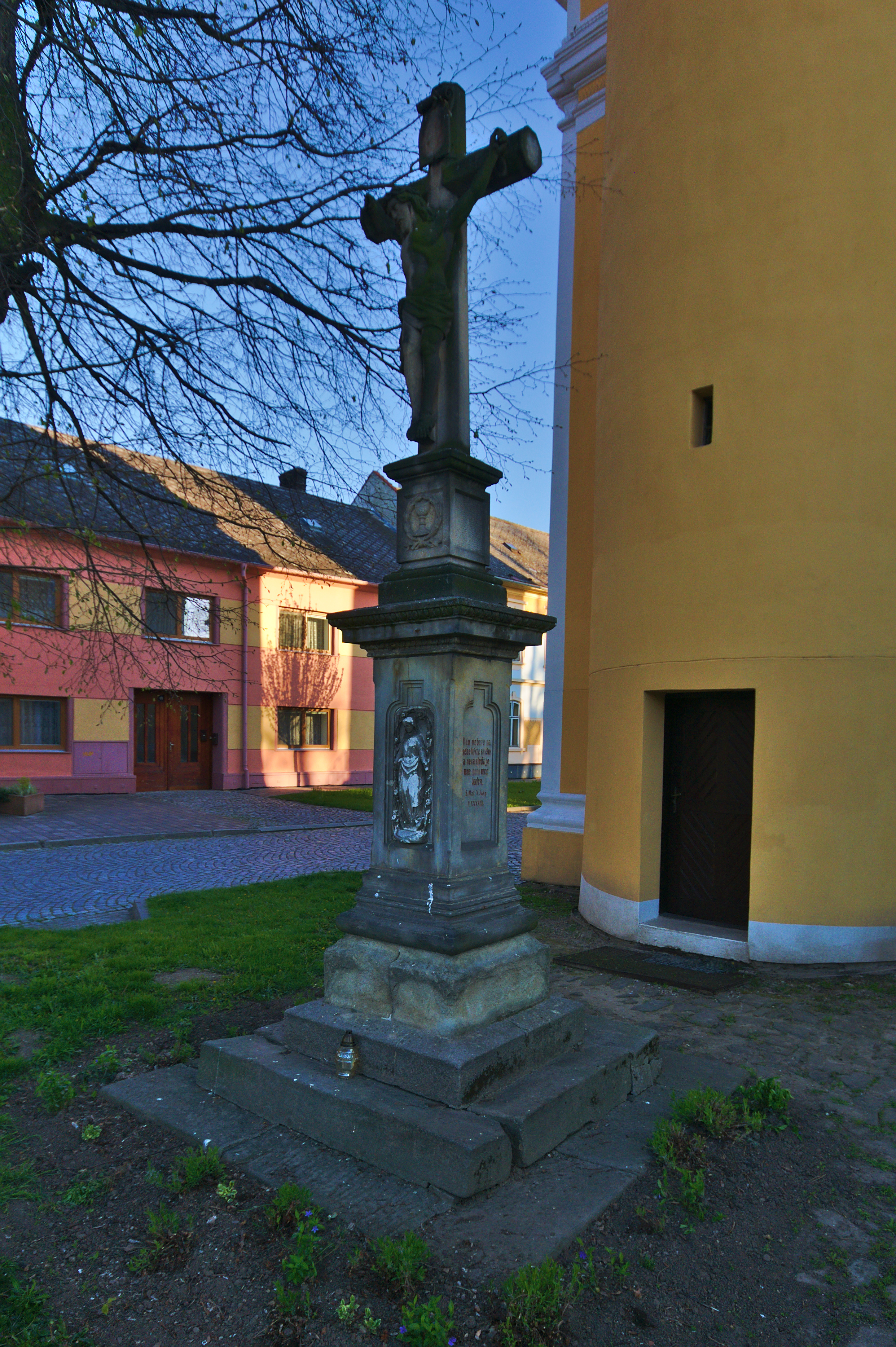
Kříž za kostelem
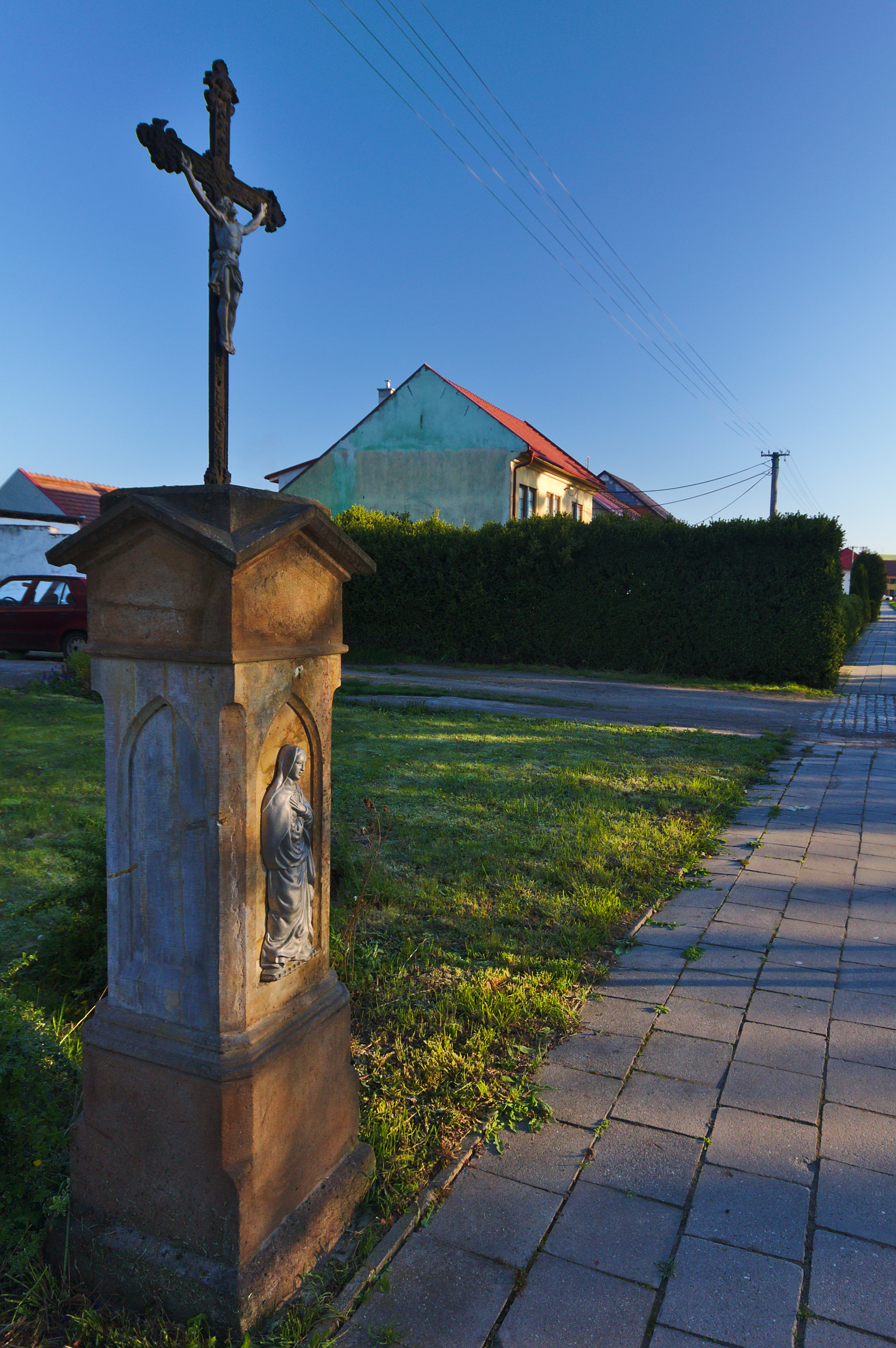
Kříž Dvořákových
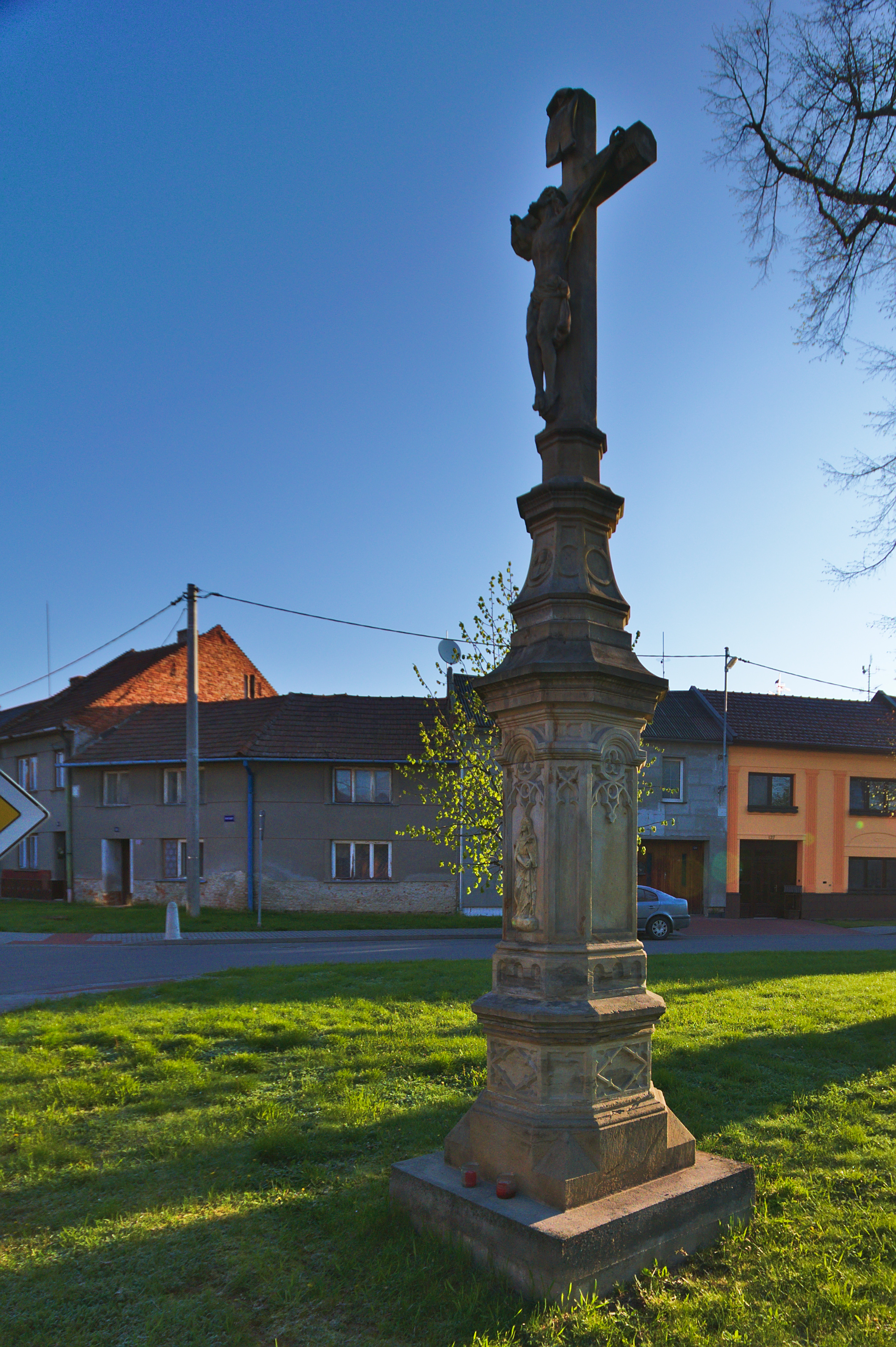
Kříž Čápových